# 암묵적 지식
암묵지(暗默知, 영어: tacit knowledge)는 헝가리 출신의 철학자 마이클 폴라니의 조어이다. 지식의 한 종류로서, 언어 등의 형식을 갖추어 표현될 수 없는, 경험과 학습에 의해 몸에 쌓인 지식이다. 암묵지가 명시적으로 알 수 있는 형태로 형식을 갖추어 표현된 것을 명시지(explicit knowledge) 또는 형식지라고 한다. 암묵지는 "지식이라는 것이 있다면 그 배후에는 반드시 암시 차원의 '안다.'라는 차원이 있다."는 것을 보여준 개념이다. 학습과 체험을 통해 개인에게 습득돼 있지만 겉으로 드러나지 않는 상태의 지식을 뜻하며, 내재적 지식으로 개인 및 조직의 행태에 대한 관찰 등 간접적인 방법을 통해 획득될 수 있는 지식을 말한다.
예를 들어 자전거를 타는 경우, 사람은 타는 법을 한 번 기억하면 세월을 거쳐도 타는 법을 잊지 않는다. 자전거를 타는 데는 수많은 어려운 기술이 있는데도 불구하고도 그러하다. 그리고 그것을 타인에게 말로 설명하는 것은 곤란하다. 즉 사람의 신체는 명시적으로 의식화되어 있지 않지만, 암묵적으로 복잡한 제어를 실행하는 과정이 항상 작동하고 있고, 그것이 자전거의 제어를 가능하게 한다.
따라서 지식에서 인간적인 요인을 "자의적"으로 제거하려고 해도, 결코 그러한 조작으로는 환원되지 않는다. 그렇게 되면 "안다" 라고 하는 암시과정도 부정하게 되어, 결국 지식 그 자체를 파괴해버린다. "암묵지"를 단순히 "말로는 얻어지지 않는 지식"과 동일시하지만, 이것은 오해이다.
암묵적 기억(implicit memory)과는 비슷하지만 다르다.

## 구분
마이클 폴라니는 지식을 암묵적 지식과 명시적 지식으로 구분했다. 명시적 지식은 문서 등의 형태로 표시된 지식을 의미하며 암묵적 지식에 비해 접근이 쉽다. 폴라니는 특히 암묵적 지식의 중요성을 강조했다. 대부분의 사람들은 말로 표현하는 것보다 더 많은 암묵적 지식을 보유하고 있다.

### 명시지
명시지(explicit knowledge)란 말로 표현할 수 있고, 성문화 할 수 있고, 특정매체에 수록할 수 있는지식이다. 백과사전에 수록된 정보는 명시지의 좋은 예이다.

### 스펜더의 지식분류
| 구분        | 개인적 활용        | 사회적 활용   |
| ----------- | ------------------ | ------------- |
| 형식적 지식 | 의식하고 있는 지식 | 객관화된 지식 |
| 암묵적 지식 | 습관화된 지식      | 집단화된 지식 |

## 암묵적 지식의 특징
문자나 언어로는 다른 사람에게 전달되기 어려운 지식이다. 암묵적 지식을 갖고 있는 사람은 자기가 갖고 있는 지식을 의식하지 않고, 그것이 다른 사람에게 얼마나 쓸모있는 일인지 깨닫지 못하는 경우가 많다. 이런 암묵적 지식을 전달하기 위해서는 일반적으로 광범위한 인적 접촉과 신뢰가 필요하다.

### 암묵적 지식의 예
자전거 타는 능력. 자전거 타는 법에 대해 말할 때 보통 균형을 잡기 위해서 왼쪽으로 치우치면 오른쪽으로 방향을 틀고, 오른쪽으로 기울어지면 왼쪽으로 중심을 두라고 설명한다. 하지만 이러한 형식적 지식은 실제로 자전거를 타는 데 별 도움이 되지 못한다. 실제로 이런 지식을 의식하고 자전거를 타는 사람은 거의 없다.

## 같이 보기
- 암묵적 기억(implicit memory)